# Marange-Silvange
Marange-Silvange és un municipi francès, situat al departament del Mosel·la i a la regió del Gran Est. L'any 2007 tenia 5.795 habitants.

## Demografia

### Població
El 2007 la població de fet de Marange-Silvange era de 5.795 persones. Hi havia 2.167 famílies, de les quals 513 eren unipersonals (191 homes vivint sols i 322 dones vivint soles), 640 parelles sense fills, 823 parelles amb fills i 191 famílies monoparentals amb fills.
La població ha evolucionat segons el següent gràfic:
Habitants censats

### Habitatges
El 2007 hi havia 2.297 habitatges, 2.216 eren l'habitatge principal de la família, 2 eren segones residències i 78 estaven desocupats. 1.663 eren cases i 634 eren apartaments. Dels 2.216 habitatges principals, 1.672 estaven ocupats pels seus propietaris, 519 estaven llogats i ocupats pels llogaters i 25 estaven cedits a títol gratuït; 11 tenien una cambra, 127 en tenien dues, 244 en tenien tres, 539 en tenien quatre i 1.296 en tenien cinc o més. 1.715 habitatges disposaven pel capbaix d'una plaça de pàrquing. A 893 habitatges hi havia un automòbil i a 1.056 n'hi havia dos o més.

### Piràmide de població
La piràmide de població per edats i sexe el 2009 era:
| Homes | Edats   | Dones |
| ----- | ------- | ----- |
| 0     | 95 o +  | 0     |
| 4     | 90 a 94 | 8     |
| 12    | 85 a 89 | 28    |
| 16    | 80 a 84 | 12    |
| 40    | 75 a 79 | 88    |
| 124   | 70 a 74 | 132   |
| 160   | 65 a 69 | 184   |
| 128   | 60 a 64 | 168   |
| 152   | 55 a 59 | 140   |
| 156   | 50 a 54 | 160   |
| 188   | 45 a 49 | 180   |
| 264   | 40 a 44 | 252   |
| 220   | 35 a 39 | 236   |
| 188   | 30 a 34 | 164   |
| 136   | 25 a 29 | 156   |
| 84    | 20 a 24 | 144   |
| 252   | 15 a 19 | 188   |
| 268   | 10 a 14 | 212   |
| 152   | 5 a 9   | 136   |
| 112   | 0 a 4   | 160   |

## Economia
El 2007 la població en edat de treballar era de 3.760 persones, 2.755 eren actives i 1.005 eren inactives. De les 2.755 persones actives 2.502 estaven ocupades (1.326 homes i 1.176 dones) i 251 estaven aturades (119 homes i 132 dones). De les 1.005 persones inactives 275 estaven jubilades, 354 estaven estudiant i 376 estaven classificades com a «altres inactius».

### Ingressos
El 2009 a Marange-Silvange hi havia 2.171 unitats fiscals que integraven 5.608 persones, la mediana anual d'ingressos fiscals per persona era de 18.230 €.

### Activitats econòmiques
Dels 166 establiments que hi havia el 2007, 3 eren d'empreses extractives, 5 d'empreses alimentàries, 2 d'empreses de fabricació de material elèctric, 2 d'empreses de fabricació d'elements pel transport, 12 d'empreses de fabricació d'altres productes industrials, 32 d'empreses de construcció, 28 d'empreses de comerç i reparació d'automòbils, 11 d'empreses de transport, 13 d'empreses d'hostatgeria i restauració, 2 d'empreses d'informació i comunicació, 2 d'empreses financeres, 5 d'empreses immobiliàries, 13 d'empreses de serveis, 24 d'entitats de l'administració pública i 12 d'empreses classificades com a «altres activitats de serveis».
Dels 48 establiments de servei als particulars que hi havia el 2009, 1 era una oficina de correu, 1 una oficina bancària, 7 tallers de reparació d'automòbils i de material agrícola, 2 autoescoles, 1 paleta, 8 guixaires pintors, 3 fusteries, 5 lampisteries, 1 electricista, 3 empreses de construcció, 6 perruqueries, 8 restaurants, 1 agència immobiliària i 1 saló de bellesa.
Dels 13 establiments comercials que hi havia el 2009, 1 era un hipermercat, 1 un supermercat, 1 una botiga de més de 120 m², 5 fleques, 1 una fleca, 2 llibreries, 1 una botiga d'electrodomèstics i 1 una botiga de material de revestiment de parets i terra.
L'any 2000 a Marange-Silvange hi havia 7 explotacions agrícoles que ocupaven un total de 356 hectàrees.

## Equipaments sanitaris i escolars
El 2009 hi havia 1 hospital de tractaments de curta durada, 1 hospital de tractaments de mitja durada (seguiment i rehabilitació, 1 un hospital de tractaments de llarga durada, 1 farmàcia i 2 ambulàncies.
El 2009 hi havia 2 escoles maternals i 2 escoles elementals. Marange-Silvange disposava d'un col·legi d'educació secundària amb 422 alumnes.

## Poblacions més properes
El següent diagrama mostra les poblacions més properes.